# Військові навчання України
Військові навчання — заходи бойової підготовки та злагодження підрозділів, які проводились у збройних силах України після відновлення незалежності.

## Національні навчання

#### 2011
- Адекватне реагування — 2011 — дослідницькі командно-штабні навчання

### Стратегічні
12 вересня 2017 року в Україні розпочалися стратегічні навчання «Непохитна стійкість-2017». Навчання триватимуть до 15 вересня. Майже всі військові частини Повітряних сил Збройних Сил України наведено в бойову готовність з метою перевірки. Крім того, у Генштабі заявили, що розпочнеться призов на навчальні збори резервістів оперативного резерву першої і другої черг для доукомплектування цих військових частин до повних штатів. Особливу увагу в ході зборів приділяється здатності військових частин організовано прийняти особовий склад запасу і організації всебічного забезпечення. Також у резервістів буде проведено ряд занять по індивідуальній підготовці.
- стратегічне командно-штабне навчання «Козацька воля — 2018»[2][3][4]

### Навчання повітряних сил

#### 1996
- Льотно-тактичне навчання-1996 (Україна) — перше в історії Військово-Повітряних Сил України велике показове льотно-тактичне навчання.

#### 2017
- Блакитний тризуб — 2017 — командно-штабні навчання з практичними діями військ (сил).

### Навчання військово-морських сил

#### 2018
Наприкінці лютого 2018 року близько 30 морських піхотинців взяли участь у багатонаціональному навчанні «Платинум Ігл — 2018-1», яке проходило на полігоні Бабадаг у Румунії. Основною метою заходу було проведення бойового злагодження десантно-штурмового взводу в складі багатонаціональної роти, вдосконалення навичок управління вогнем відділень та взводом, відпрацювання різних видів тактичного маневрування. Міжнародні навчання проходили в два етапи — стрільба в складі відділення з подальшим переходом у наступ і наступ взводу з ходу з бойовою стрільбою, із залученням артилерії. За словами командира багатонаціонального батальйону підполковника Кіпріана Баліча (рум. Ciprian Balica), морські піхотинці ВМС ЗС України справилися з поставленим завданням на відмінно. Окрім визначених у меті елементів взаємодії учасники навчання ознайомилися з різними видами стрілецької зброї ЗС США і Румунії, а також тактико-технічними процедурами НАТО щодо проведення занять з бойовою стрільбою, яку застосували під час відпрацювання дій на вогневій ділянці «відділення в наступі» та «взвод у наступі». Важливість участі представників українських ВМС у багатонаціональному навчанні «Платинум Ігл — 2018-1» в рамках підготовки сил «Ротаційних сил Чорноморського регіону» визначається необхідністю підтримання і розвитку військового співробітництва зі збройними силами країн-членів та країн-партнерів НАТО, удосконалення професійних навичок та набуття необхідного рівня взаємосумісності, ознайомлення і відпрацювання тактико-технічних процедур за стандартами Північноатлантичного Альянсу.
В серпні 2018 року відбулося спільне командно-штабне навчання Командування Військово-Морських Сил ЗС України з силами оборони і безпеки «Шторм — 18», яке включало в себе управління військами в ході ведення оборони Чорноморського узбережжя.

## Міжнародні навчання

### НАТО

#### 2015
- Trident Juncture 2015

#### 2017
На 2017 рік заплановані навчання Sea Breeze 2017 та Rapid Trident 2017. 11 липня розпочалися навчання Шабла-2017 (Болгарія) за участі зенітних ракетних військ.

#### 2018
- українсько-американські навчання «Rapid Trident — 2018»[9]
- українсько-американські навчання «Sea Breeze — 2018»
- багатонаціональні навчання «Світла Лавина — 2018»
- багатонаціональні навчання «Чисте небо — 2018»

Протягом 12 днів завдання у небі виконуватимуть висококваліфіковані пілоти з Бельгії, Великої Британії, Данії, Естонії, Нідерландів, Польщі, Румунії, Сполучених Штатів та України.
- українсько-румунські навчаннях «Ріверіан — 2018»[10]

Навчання «Ріверан» триватиме до 6 вересня та проходитиме на ділянці річки від Ізмаїлу до румунського міста Бреїла. Військові моряки та прикордонники, в складі багатонаціональних катерних тактичних груп, відпрацьовуватимуть тактичні елементи за стандартами НАТО.
Зокрема відпрацюють спільні дії катерів флотів та берегової охорони двох країн з питань висвітлення надводної обстановки на річці Дунай, тактичного маневрування і проведення доглядових операцій.
Від ВМСУ беруть участь малі броньовані артилерійські катери P174 «Аккерман», P175 «Бердянск» та навчальний катер А540 «Чигирин», як штабний корабель. Від Морської охорони ДПСУ катери типу UMS-1000 — BG16, BG17 та катер проекту 1204 «Джміль» BG83 «Ніжин».
Від румунської сторони залучаються річний монітор «Lascăr Catargiu», артилерійський катер «Rovine» та катер берегової охорони.
- Trident Juncture 2018[13]

#### 2019
- Riverine[14]

#### 2020
Заплановано започаткувати спільні з Молдовою навчання у Миколаївській області Південь-2020.